# Septum aorticopulmonale
Das Septum aorticopulmonale ist eine sich beim Embryo entwickelnde Trennwand im Ausflusstrakt des primitiven Herzens. Die zunächst gemeinsame Ausstrombahn wird Bulbus cordis genannt. Mit der beginnenden Teilung der beiden Herzkammern durch das Septum interventriculare kommt es auch zu einer Trennung des Ausflusstraktes. Dies erfolgt durch Bildung zweier Längswülste in den beiden Abschnitten des Ausflusstrakts, dem unteren Conus arteriosus und dem oberen Truncus arteriosus. Diese beiden Wülste vereinigen sich zum Septum aorticopulmonale, welches durch den Blutstrom einen spiraligen Verlauf mit einer Windung um 180° erhält. Damit wird der Truncus pulmonalis von der Aorta getrennt. Der Spiralverlauf bedingt, dass sich auch beim definitiven Herz der Truncus pulmonalis um die aufsteigende Aorta windet.
Eine Störung der Entwicklung des Septum aorticopulmonale kann zu einem Truncus arteriosus communis oder zu anderen Herzfehlern führen.